# Исани (станция метро)

Схема тбилисского метрополитена

«Иса́ни» (груз. ისანი) — станция Ахметели-Варкетилской линии Тбилисского метрополитена, располагается между станциями «300 Арагвели» и «Самгори». Открыта 10 мая 1971 года. Глубина станции - 29 метров
Архитекторы: вестибюль – Н. Ломидзе, пассажирский зал – Г. Модзманишвили
Искусство: Керамическое панно в вестибюле станции „თამარ მეფის ნადირობა ისნის ველზე" (Охота царицы Тамары в Исанской долине)
Авторы: художники: М. Бериашвили, В. Церетели, В. Чумбуридзе
Чеканные панно на технических дверях путевых стен авторства скульптора И.Коиавы

## Название
Название получила по одноименному району

## Архитектура и оформление
Обновлена в 2006. Изменился дизайн входа, наклонного тоннеля и вестибюля. Заменено освещение, установлены информационные экраны. Вестибюль облицован белым мрамором, общая отделка платформы выдержана в белых и синих тонах.

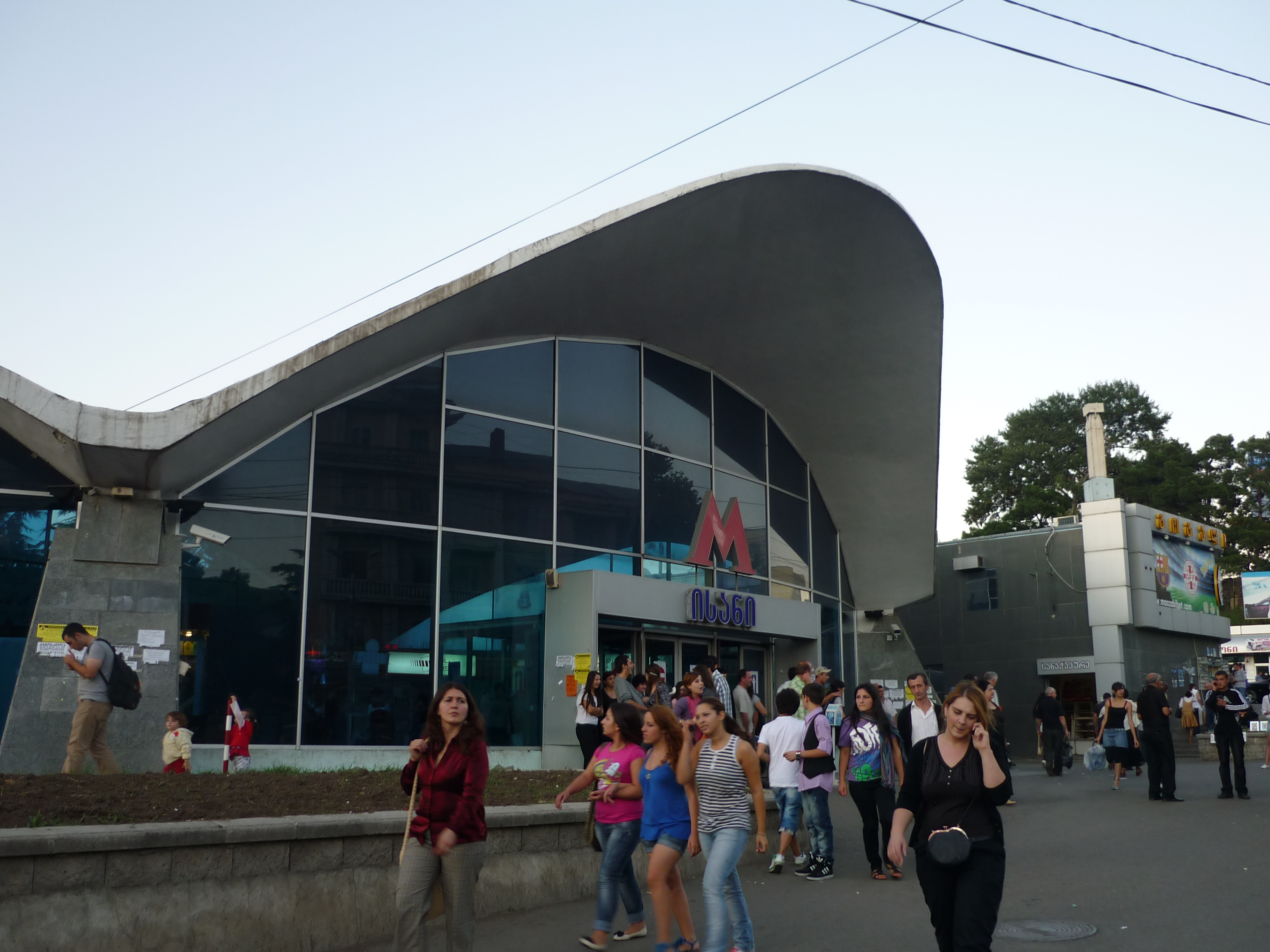
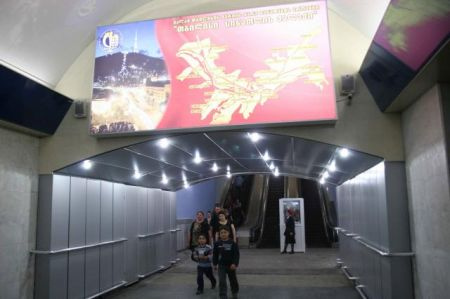